# Still Falling for You
Still Falling for You – singel brytyjskiej piosenkarki Ellie Goulding, promujący ścieżkę dźwiękową do filmu Bridget Jones’s Baby. Singel został wydany 19 sierpnia 2016. Twórcami tekstu utworu są Tove Nilsson, Rickard Göransson, Ilya Salmanzadeh i Shellback, natomiast jego produkcją zajęli się: Shellback, Ilya Salmanzadeh oraz Peter Carlsson.
Utwór był notowany na 11. pozycji listy najlepiej sprzedających się singli w Wielkiej Brytanii.

## Kompozycja
Piosenka została nagrana na potrzeby promocji filmu Bridget Jones’s Baby. „Still Falling for You” jest utrzymany w stylu muzyki pop. Utwór został napisany w tonacji Des-dur z tempem 96 uderzeń na minutę. Wokal Goulding został przedstawiony w wysokości od A♭3 do F5.

## Lista utworów
- Digital download[4]

1. „Still Falling for You” – 4:00

- Digital download – Jonas Blue Remix[5]

1. „Still Falling for You” (Jonas Blue Remix) – 3:08

- Digital download – Laibert Remix[6]

1. „Still Falling for You” (Laibert Remix) – 3:23

- Digital download – Live[7]

1. „Still Falling for You” (Live) – 4:01

## Notowania i certyfikaty
| Lista (2016–17)                                    | Najwyższa pozycja |
| -------------------------------------------------- | ----------------- |
| Australia (Top 50 Singles)                         | 21                |
| Austria (Ö3 Austria Top 40)                        | 17                |
| Belgia (Ultratop 50 Singles, Flandria)             | 16                |
| Belgia (Ultratop 50 Singles, Walonia)              | 27                |
| Czechy (Rádio – Top 100)                           | 6                 |
| Czechy (Singles Digitál – Top 100)                 | 10                |
| Francja (Top 200 Singles)                          | 23                |
| Hiszpania (Top 100 Singles)                        | 82                |
| Holandia (Single Top 100)                          | 33                |
| Irlandia (Top 100 Singles)                         | 20                |
| Kanada (Billboard Canadian Hot 100)                | 62                |
| Niemcy (Top 100 Singles)                           | 33                |
| Norwegia (Top 40 Singles)                          | 35                |
| Nowa Zelandia (Top 40 Singles)                     | 20                |
| Polska (AirPlay – Top)                             | 5                 |
| Portugalia (Top 100 Singles)                       | 68                |
| Słowacja (Rádio – Top 100)                         | 19                |
| Słowacja (Singles Digitál – Top 100)               | 34                |
| Stany Zjednoczone (Bubbling Under Hot 100 Singles) | 3                 |
| Stany Zjednoczone (Hot Adult Top 40 Tracks)        | 25                |
| Stany Zjednoczone (Top 40 Mainstream)              | 39                |
| Szwajcaria (Singles Top 100)                       | 10                |
| Szwecja (Top 100 Singles)                          | 50                |
| Węgry (Single (track) Top 40 lista)                | 3                 |
| Wielka Brytania (Singles Top 200)                  | 11                |
| Włochy (Top 100 Singles)                           | 57                |

| Lista (2016)                        | Najwyższa pozycja |
| ----------------------------------- | ----------------- |
| Węgry (Single (track) Top 40 lista) | 36                |
| Wielka Brytania (Singles Top 200)   | 98                |

| Kraj                     | Certyfikat      |
| ------------------------ | --------------- |
| Australia (ARIA)         | złota płyta     |
| Dania (IFPI Dania)       | złota płyta     |
| Niemcy (BVMI)            | złota płyta     |
| Polska (ZPAV)            | złota płyta     |
| Stany Zjednoczone (RIAA) | złota płyta     |
| Wielka Brytania (BPI)    | platynowa płyta |
| Włochy (FIMI)            | złota płyta     |

## Historia wydania
| Region            | Data                | Format                       | Wersja           | Wytwórnia  | Źródło |
| ----------------- | ------------------- | ---------------------------- | ---------------- | ---------- | ------ |
| Świat             | 19 sierpnia 2016    | Digital download             | Original         | Polydor    | [ 4 ]  |
| Wielka Brytania   | 22 sierpnia 2016    | Contemporary hit radio       | Original         | Polydor    | [ 43 ] |
| Stany Zjednoczone | 29 sierpnia 2016    | Hot adult contemporary radio | Original         | Interscope | [ 44 ] |
| Stany Zjednoczone | 30 sierpnia 2016    | Contemporary hit radio       | Original         | Interscope | [ 45 ] |
| Świat             | 2 września 2016     | Digital download             | Jonas Blue Remix | Polydor    | [ 5 ]  |
| Włochy            | 16 września 2016    | Contemporary hit radio       | Original         | Universal  | [ 46 ] |
| Świat             | 7 października 2016 | Digital download             | Laibert Remix    | Polydor    | [ 6 ]  |
| Świat             | 11 listopada 2016   | Digital download             | Live             | Polydor    | [ 7 ]  |